# اس‌تی‌اس-۱۱۲
اس‌تی‌اس-۱۱۲ (انگلیسی: STS-112) یکی از ماموریت‌های برنامه شاتل‌های فضایی بود که در تاریخ ۷ اکتبر ۲۰۰۲ از پایگاه فضایی کندی به مقصد ایستگاه فضایی بین‌المللی پرتاب شد. این ماموریت یازده روزه توسط شاتل آتلانتیس انجام گرفت و بخشی از پروژه مونتاژ قطعات ایستگاه فضایی بود.

## نگارخانه

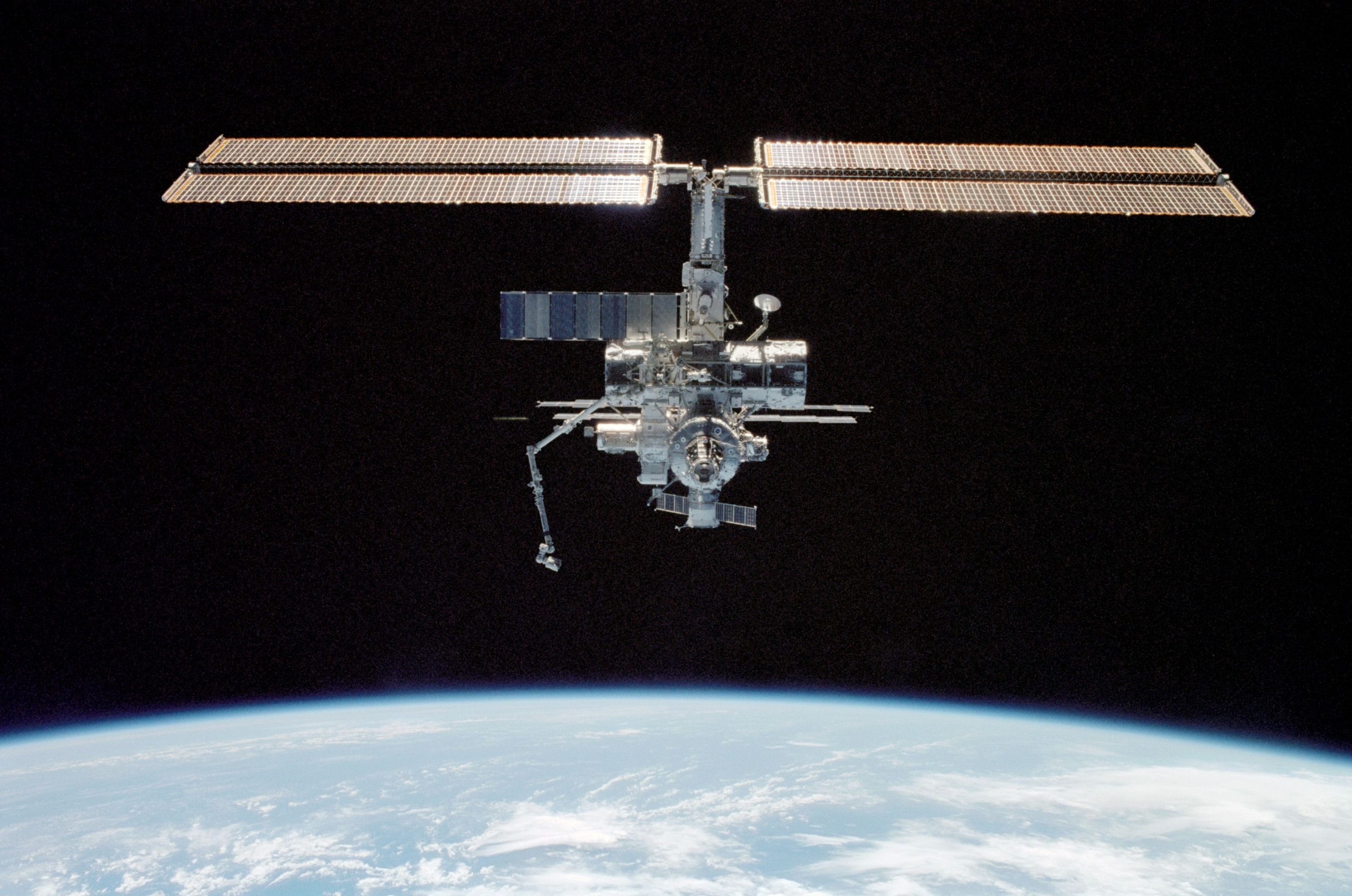
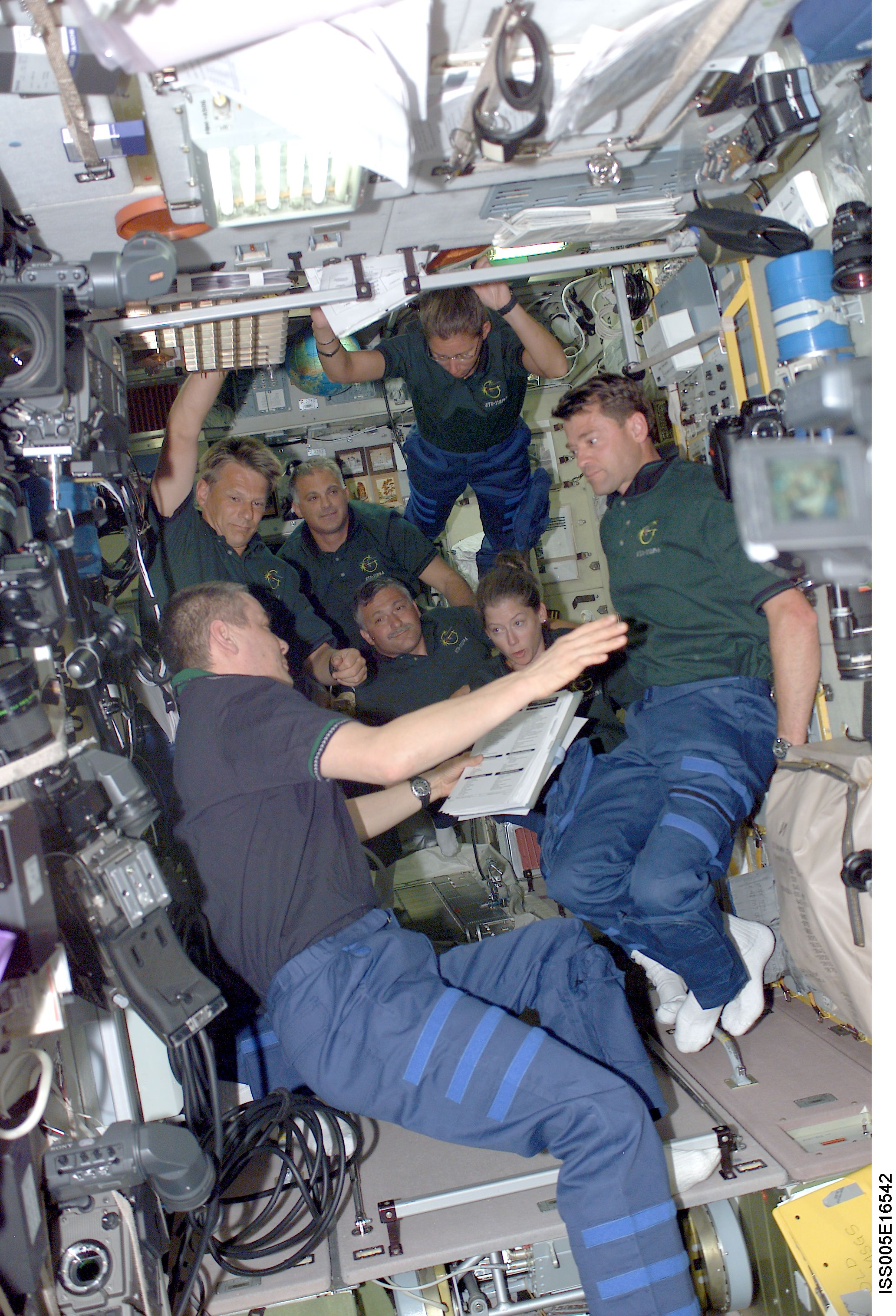